# Torneo de Concord 2022
El Thoreau Tennis Open 2022 fue un torneo de tenis profesional jugado en canchas duras al aire libre. Se trató de la 3ª edición del torneo; formó parte de los Torneos WTA 125s en 2022. Se llevó a cabo en Concord, Estados Unidos, entre el 8 de agosto al 14 de agosto de 2022.

## Cabezas de serie

### Individuales
| Tenista           | Ranking | Preclasificada |
| Clara Tauson      | 49      | 1              |
| Bernarda Pera     | 58      | 2              |
| Varvara Gracheva  | 63      | 3              |
| Magdalena Fręch   | 82      | 4              |
| Viktorija Golubic | 92      | 5              |
| Xiyu Wang         | 95      | 6              |
| Greet Minnen      | 99      | 7              |
| Kamilla Rakhimova | 107     | 8              |

- Ranking del 1 de agosto de 2022.

### Dobles
| Tenista                             | Ranking | Preclasificada |
| Natela Dzalamidze Kamilla Rakhimova | 132     | 1              |
| Amina Anshba Yana Sizikova          | 184     | 2              |
| Anna Blinkova Greet Minnen          | 184     | 3              |
| Astra Sharma Aldila Sutjiadi        | 190     | 4              |

## Campeonas

### Individuales femeninos
Coco Vandeweghe venció a  Bernarda Pera por 6–3, 5–7, 6–4

### Dobles femenino
Varvara Flink /  Coco Vandeweghe vencieron a  Peangtarn Plipuech /  Moyuka Uchijima por 6–3, 7–6(3)